# SOT21
Xperia Z2 Tablet SOT21（エクスペリア ゼットツー タブレット エスオーティー ニイイチ）は、ソニーモバイルコミュニケーションズによって日本国内向けに開発された、auブランドを展開するKDDIおよび沖縄セルラー電話の第3/第3.5世代移動通信システム（CDMA 1X WIN）、および第3.9/第4世代移動通信システム（au 4G LTE/au 4G LTE CA/WiMAX2+）対応タブレット端末である。

## 概要
グローバルモデルであるXperia Z2 Tabletの日本国内ローカライズモデルで、au向けでは初となるXperiaのタブレット端末となる。なお、グローバルモデル及びNTTドコモ版に搭載されている音声通話機能は搭載していない。
OSはAndroid 4.4を搭載している。2015年12月15日にAndroid™ 5.0へのOSアップデート開始がアナウンスされた。
筺体は薄さ6.4mm、重さは約439gで、10インチタブレットとしては発表当時世界最薄最軽量を実現している。また、Xperia Z2に搭載されているカメラ機能もサポートされているが、4K動画の撮影には対応していない。
他にも、最大192kHz/24ビットまでのハイレゾ（ハイ・レゾリューション、高精細度）オーディオ再生機能にも対応し、USBホストケーブルで接続したUSB DACへのハイレゾオーディオ出力が行なえるほか、日本独自機能としてワンセグ・フルセグ(録画可能)の視聴をサポートしている。
キャッチコピーは「世界で最も薄く、最も軽い。防水、フルセグ対応タブレット。」。

## 歴史
- 2014年2月24日（現地時間） - スペイン・バルセロナの携帯電話展示会「Mobile World Congress 2014」にてソニーモバイルコミュニケーションズよりグローバルモデル発表。ただし、この時点では日本国内での販売は未定だった[3]。
- 2014年5月8日 - KDDI、およびソニーモバイルコミュニケーションズジャパンより公式発表。
- 2014年7月5日 - 発売開始[2]。

## アップデート
- 2015年12月15日 - Android 5.0へのアップデート配信開始[1]。